# Старое Амесьево
Ста́рое Аме́сьево — деревня в Сасовском районе Рязанской области России.
Входит в состав Демушкинского сельского поселения.

## Географическое положение
Деревня находится в северо-восточной части Сасовского района, в 13 км к северо-востоку от райцентра.

## Природа

#### Климат
Климат умеренно континентальный с умеренно жарким летом (средняя температура июля +19 °С) и относительно холодной зимой (средняя температура января –11 °С). Осадков выпадает около 600 мм в год.

## История
С 1861 г. деревня входила в Глядковскую волость Елатомского уезда Тамбовской губернии.
С 2004 г. и до настоящего времени село входит в состав Демушкинского сельского поселения.
До этого момента входило в Кошибеевский сельский округ.

## Население
| 1914 | 1984 | 2007 | 2010 |
| ---- | ---- | ---- | ---- |
| 299  | ↘10  | ↘3   | ↘0   |